# Raymond J. Donovan

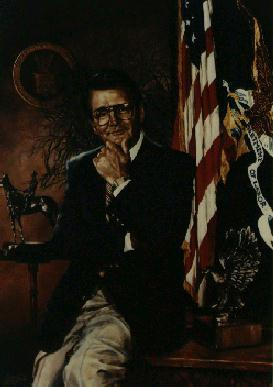
Raymond J. Donovan (Porträt im US-Arbeitsministerium)

Raymond James Donovan (* 31. August 1930 in Bayonne, New Jersey; † 2. Juni 2021 in New Vernon, Morris County, New Jersey) war ein US-amerikanischer Politiker (Republikanische Partei) und Manager.

## Biografie
Nach dem Schulbesuch absolvierte er ein Studium am Notre Dame Seminary in New Orleans, das er 1952 mit einem Bachelor of Arts (B.A.) der Philosophie abschloss. Anschließend wurde er Manager in der Privatwirtschaft und war zuletzt Vizepräsident des Bauunternehmens Schiavone Construction Company.
Am 4. Februar 1981 wurde er von US-Präsident Ronald Reagan zum Arbeitsminister (Secretary of Labor) in dessen Kabinett berufen. Dieses Amt behielt er bis zum 15. März 1985.
Wegen seiner Tätigkeit als Vizepräsident des Bauunternehmers Schiavone wurde gegen ihn Anklage wegen Betruges und Diebstahls erhoben. 1987 wurde er von einem Gericht von diesen Vorwürfen freigesprochen. Donovan kommentierte die gegen ihn eingeleiteten Verfahren wie folgt:
„Wenn du im Baugewerbe in diesem Land tätig bist, bist du verdächtig. Wenn du im Baugewerbe in New Jersey tätig bist, bist du verklagbar. Wenn du im Baugewerbe in New Jersey tätig und Italiener bist, bist du verurteilt.“ („If you're in the contracting business in this country, you're suspect. If you're in the contracting business in New Jersey, you're indictable. If you're in the contracting business in New Jersey and are Italian, you're convicted.“)

## Einzelnachweis
1. ↑  Raymond Donovan, New Jerseyan who served as Reagan Labor Secretary, dies at 90